# ペーター・アイヒホルン
ペーター・アイヒホルン（Peter Eichhorn, 1939年7月30日 - ）は、ドイツの経営学者。専門は、公共経営学、環境マネジメント・会計学。ベルリン生まれ。

## 経歴
ヴュルツブルク大学、ベルリン自由大学ならびにエアランゲン大学において経営学・経済学を学んだ後、ハーバード大学およびカリフォルニア大学バークレー校において、奨学生として研究生活を送る。1972年、32歳のときに、ミュンスター大学において教授資格論文の提出が認められ、同年、ベルリン自由大学から、正教授として招聘を受けた。その後、シュパイアー行政大学院で、1972 - 1978年の間に正教授を務め、1976・1977年には同校の学長にも選出された。1978年から1981年は、リンツ大学ならびにエアランゲン大学において正教授として教鞭をとった。1981年以来、マンハイム大学経営学部の教授を務める。2007年6月1日、68歳定年退職を迎えて、最終講義を行う。